# Софі Оксанен
Софі Оксанен (фін. Sofi-Elina Oksanen; нар. 7 січня 1977, Ювяскюля, Фінляндія) — фінська письменниця, активна публіцистка, феміністка, учасниця ЛГБТ-руху.

## Життєпис
Софі Оксанен народилася 7 січня 1977 року в місті Ювяскюля. Батько — фін (за професією — електрик), мати — естонка, інженер, що в 1970-і роки емігрувала до Фінляндії.
|  | «Моє дитинство минуло у двох дуже різних і водночас дуже схожих країнах — Фінляндії та Естонії. В обох народження красного письменства було пов’язане з національним пробудженням. Саме тоді література, написана фінською та естонською мовами, почала відігравати важливу роль у становленні національної ідентичности. Тодішні фінські й естонські інтелектуали здобували освіту нерідними мовами: фіни — шведською, естонці — німецькою, оскільки у той час вищий клас в Естонії формували балтійські німці. Фінську й естонську, мови простого люду та фермерів, вважали непридатними для літератури. Обидві країни перебували під владою Російської імперії.» |

Софі навчалася в університетах Ювяскюля та Гельсінкі, вивчала драму в Академії театру Фінляндії.
Публічно заявляє про свою бісексуальність, страждає від психогенних харчових розладів.
У 2009 році у співавторстві з естонською письменницею Імбі Паю Софі Оксанен випустила у Фінляндії документальний збірник «За всім стояв страх», що складається зі статей різних авторів на тему радянського періоду в історії Естонії. У 2010 році збірка «За всім стояв страх» вийшла в перекладі естонською мовою.
3 грудня 2012 року Софі Оксанен була нагороджена медаллю «Pro Finlandia» («За Фінляндію») ордена Лева Фінляндії .
У 2013 році видавництво Bazar зажадало з письменниці в судовому порядку близько 1 млн євро за укладеним у 2005 році договором на книгу під робочою назвою «Французька груша», яка так і не була написана. 17 липня 2015 року повітовий суд Гельсінкі засудив письменницю до виплати компенсації розміром 35 тисяч євро, розірвавши її договір з видавництвом і наказавши Bazar виплатити автору судові витрати 15 тисяч євро .

## Романи
- Сталінські корови / Stalinin lehmät (2003). Номінація на премію Рунеберга.
- Baby Jane (2005).
- Очищення / Puhdistus (2008). Премія «Фінляндія» 2008, премія Рунеберга 2009[11], премія «Феміна» закордонному автору (2010), Літературна премія Північної Ради. У 2012 році роман був екранізований (режисер однойменного фільму — Антті Йокінен). Прем'єра фільму відбулася в Талліні 30 серпня 2012 року[12]. Фільм був номінований від Фінляндії на премію Оскар[13].

Перекладений більш ніж 40 мовами. Американські газети називають авторку «літературним феноменом».
- Коли зникли голуби [fi] / Kun kyyhkyset katosivat (2012). Дія роману відбувається в Естонії в 1940-і роки під час нацистської окупації, а також в 1960-і роки за радянського панування. Презентація книги відбулася в Талліні 30 серпня 2012 року[12].

Романи «Сталінські корови», «Очищення» і «Коли зникли голуби» присвячені історії Естонії. Роман «Очищення» — своєрідна відповідь англійському письменникові Ієну Мак'юену, який у «Спокуті» створив роман про розгрішення головної героїні за минулі гріхи.
- Norma (2015).
- Собачий майданчик / Koirapuisto (2019). У романі сучасне Гельсинкі переплітається з минулим пострадянської України, корупція Сходу зустрічає і живить жадібність Заходу. Авторка розповідає про бізнес, побудований на донорстві яйцеклітин, міжнародні "фабрики з виготовлення дітей" та жіноче тіло, яке стає в цьому бізнесі вигідним товаром.

## П'єси
- Puhdistus (2007, в тому ж році поставлена у Фінському національному театрі, показана в Естонії і Швеції, а в лютому 2011 року поставлена в знаменитому театрі-студії Еллен Стюарт Ла МаМа
- High Heels Society (2008)

## Визнання
Французька премія Fnac, премія Феміна закордонному автору (2010), Європейська книжкова премія (Брюссель) — за роман Очищення.
Найтиражніша газета Естонії Postimees назвала письменницю персоною року (2009), вона нагороджена естонським Орденом хреста землі Марії (2010). Медаль Pro Finlandia (2012).
У березні 2013 року Софі Оксанен стала першою фінською письменницею, нагородженою Літературною премією Шведської академії (так званої «Малою Нобелівською премією») .
У 2018 році за романом Очищення у Національному театрі ім. Івана Франка Київ (Україна) відбулася прем'єра однойменної вистави у постановці Григорія Гладія.

## Публікації українською мовою
- Оксанен, Софі. Сталінські корови: [роман] / Софі Оксанен ; [пер. з фін. О. Органіста та ін.]. — Харків : Фоліо, 2011. — 411 с. — (Карта світу. Фінляндія). — Пер. вид. : Stalinin lehmat / Sofi Oksanen. — Helsinki, 2003. — 1500 прим. — ISBN 978-966-03-5083-0 (Карта світу). — ISBN 978-966-03-5503-8
- Оксанен, Софі. Коли голуби зникли: [роман] / Софі Оксанен ; [пер. з фін. Юрія Зуба]. — Х. : Фоліо, 2014. — 378 с. — (Карта світу. Фінляндія). — ISBN 978-966-03-7038-8#978-966-03-5083-0. — 2-е видання — 2014 року
- Оксанен, Софі. Очищення: [роман] / Софі Оксанен ; [пер. з фін. Юлія Максимейко]. — Х. : Фоліо, 2013. — 317 с. — (Карта світу. Фінляндія). — ISBN 978-966-03-6538-4
- Оксанен, Софі. Норма: [роман] / Софі Оксанен ; [пер. з фін. Ліліана Лістус]. — Х. : Фоліо, 2016. — 288 с. — (Карта світу. Фінляндія). — ISBN 978-966-03-7629-8
- Оксанен, Софі. Собачий майданчик: [роман] / Софі Оксанен ; [пер. з фін. Юрій Зуб]. — К. : Комора, 2021. — 472 с. — ISBN 978-617-7286-69-0